# Bobrovytsia
Bobrovytsia (em ucraniano:   Бобро́виця) é uma cidade da Ucrânia, situada no Oblast de Tchernihiv. Tem 11,43 km² de área e sua população em 2020 foi estimada em 10.894 habitantes.